# Winde
Winde (53° 08′ N, 6° 32′ L) é uma cidade dos Países Baixos, na província de Drente. Winde pertence ao município de Tynaarlo, e está situada a 10 km, a sul de Groningen.
A área de Winde, que também inclui as partes periféricas da cidade, bem como a zona rural circundante, tem uma população estimada em 130 habitantes.